# Max Ackermann
Max Ackermann (* 5. Oktober 1887 in Berlin; † 14. November 1975 in Bad Liebenzell-Unterlengenhardt, Schwarzwald) war ein deutscher Maler und Grafiker. Er war ein Schüler von Adolf Hölzel und gilt als Wegbereiter der abstrakten Malerei.

## Leben und Werk
Max Arthur Ackermann wurde als Sohn der Eheleute Adalbert Reinhold und Marie Pauline Louise Ackermann (geb. Ossan) geboren. Sein Vater war Bildhauer, der an der Nürnberger Kunstgewerbeschule studiert hatte. Nach der Übersiedlung der Familie nach Thüringen 1891, eröffnete der Vater eine Möbel- und Rahmenwerkstatt in Ilmenau. Hier wuchs Ackermann auf. Nach dem Besuch der Ilmenauer Volksschule begann er eine Lehre als Porzellanmodelleur. Auf Empfehlung von Henry van de Velde erhielt Ackermann 1906 eine einjährige Freistelle am Großherzoglichen Kunstgewerblichen Seminar in Weimar, wo van de Velde Lehrer war. 1907 brach er das Studium ab, zeichnete und bearbeitete Marmor in seinem „Freilichtatelier für Steinarbeiten“. Ab Ostern 1908 besuchte er in Dresden die Zeichenklasse von Richard Müller, danach war er ab 1909 in München bei Franz von Stuck an der Akademie der Bildenden Künste. 1912 ging er nach Stuttgart, wo er an der Kgl. Akademie der bildenden Künste in den Schülerkreis von Adolf Hölzel eintrat, dessen Theorien ihn stark beeindruckten. Hier lernte er den Zugang zur abstrakten Malerei, die für ihn die absolute war.
Nach dem Kunststudium wurde Ackermann als Landsturmmann im zweiten Kriegsjahr des Ersten Weltkriegs zum Heer eingezogen. Nach Verwundung und Lazarettaufenthalt wurde er nach zwei Jahren als untauglich entlassen. 
In den zwanziger Jahren arbeitete er als Maler in Stuttgart und gründete eine Lehrwerkstatt für Neue Kunst. Es folgten eine kurzzeitige Zusammenarbeit mit dem Tänzer und Choreographen Rudolf von Laban vom Monte Verità sowie Aufenthalte in der Landkommune am Grünen Weg bei Urach. 1924 trat er der Leichtathletik-Mannschaft der Stuttgarter Kickers bei, was ihn in Stil und Inhalten beeinflusste. Eine Reihe von Sportbildern entstand.
Im Jahr 1926 unternahm er eine Studienreise nach Paris. Dort lernte er den österreichischen Architekten Adolf Loos kennen. 1928 traf er im Kunsthaus Schaller in Stuttgart mit Wassily Kandinsky und George Grosz zusammen. 1929 nahm er an der Kunstausstellung zum Vagabunden-Kongress in Stuttgart teil. 1930 gründete er an der Volkshochschule in Stuttgart ein Seminar für „Absolute Malerei“ und besuchte den Monte Verità von Ascona. 1932 folgte eine Gemeinschaftsausstellung mit Ernst Heinrich Graeser und Hans Molfenter im Kunsthaus Schaller. 1936 schloss sich Ackermann dem Höri-Kreis an; er siedelte nach Hornstaad am Bodensee um und malte in Hemmenhofen.
In der Zeit des Nationalsozialismus war Ackermann Mitglied der Reichskammer der bildenden Künste. Es ist jedoch nur seine Teilnahme an den Kunstausstellungen des Hilfswerks für die deutsche bildende Kunst in der NS-Volkswohlfahrt 1937 in Berlin und Stuttgart sicher belegt. Diese Ausstellungen dienten vor allem der Unterstützung hilfebedürftiger Künstler.
1937 wurden im Rahmen der deutschlandweiten konzertierten Aktion „Entartete Kunst“ nachweislich aus der Württembergische Staatsgalerie Stuttgart fünf Bilder Ackermanns beschlagnahmt und anschließend zerstört.
Nach dem Zweiten Weltkrieg pendelte Ackermann zwischen seinem Wohnort am Bodensee und Stuttgart. Max Ackermann war ab 1951 Mitglied im neugegründeten Deutschen Künstlerbund, an dessen ersten Jahresausstellungen er teilnahm. Nachdem ihm 1957 der Professorentitel ehrenhalber durch das Land Baden-Württemberg verliehen worden war, zog er endgültig nach Stuttgart. Im Jahr 1964 war er Ehrengast der Villa Massimo in Rom. Hier entstand die römische Pastellserie.
Im Jahr 1969 lernte er Johanna Strathomeyer kennen, die seinen Haushalt führte und die er 1974 heiratete. Beide zogen in ein zuvor erworbenes Haus in Bad Liebenzell-Unterlengenhardt. Nach schwerer Krankheit und einem Schlaganfall starb Ackermann in Unterlengenhardt, wo er am 20. November 1975 beigesetzt wurde.
In Bad Liebenzell-Unterlengenhardt ist die Max-Ackermann-Straße und in Stuttgart am Frauenkopf die Max-Ackermann-Staffel nach ihm benannt.
Ein Teil seines schriftlichen Nachlasses befindet sich im Deutschen Kunstarchiv im Germanischen Nationalmuseum in Nürnberg.

## Rezeption
Unmittelbar nach dem Ersten Weltkrieg beherrschten veristische und sozialkritische Versuche sein Werk. Seine politische Sympathie galt vorerst dem Kommunismus.
Zunehmend konzentrierte sich Ackermann auf die abstrakte Malerei und den Konstruktivismus („absolute Malerei“), bis hin zum Berufsverbot durch die Nationalsozialisten (Entartete Kunst) 1936. Dennoch gelang es ihm, einige Arbeiten zu verkaufen. Ein Bombenangriff zerstörte 1943 sein Atelier.
Nach dem Krieg waren seine Werke in zahlreichen Einzel- und Gruppenausstellungen in namhaften Kunstinstitutionen in ganz Deutschland zu sehen. Seine Bekanntheit und Popularität verdankt er nicht zuletzt seinem großen druckgrafischen Werk. Allein zwischen 1948 und 1975 entstanden – in enger Zusammenarbeit mit bekannten Druckern wie Luitpold Domberger, Hans-Peter Haas und Roland Geiger – mehr als 200 Siebdrucke, wobei der häufig verwendete Titel Überbrückte Kontinente auf die kontrapunktische Anlage seiner Motive hinwiesen. Zudem gilt er für viele als der „Maler der Farbe Blau“. Er betitelte seine Bilder häufig mit dem Tagesdatum. Als Vertreter der abstrakten Kunst ist seine Bedeutung nicht zu unterschätzen.

## 1937 nachweislich als „entartet“ beschlagnahmte und  zerstörte Werke
- Ruhende (Tafelbild, Öl, 1929)

- Obdachloser (Bleistift-Zeichnung, 1926)

- Kinder (Bleistift-Zeichnung, 1924)

- Straße II (Bleistift-Zeichnung)

- Arbeitsloser (Bleistift-Zeichnung)

## Werke in Museen (Auswahl)
- 24.VI.1962, Staatsgalerie moderner Kunst, München
- Herabkunft der Musik, 1947, Öl auf Hartfaserplatte, 45:31,5 cm, Kunsthalle Mannheim, Inv.-Nr. M 1078
- 14.V. bis 10.XI., 1961, Öl auf Leinwand, 220 × 100 cm, Wilhelm-Hack-Museum, Ludwigshafen, Inv.-Nr. 450/538
- Inseln III, 1957, Öl auf Holz, 118,5 × 55,7 cm, Kunstmuseum Singen, 1957 erworben
- An die Freude, 1953, Öl auf Leinwand, 120 × 75 cm, Städelsches Kunstinstitut Frankfurt am Main, erworben 2001[5]

## Werke in Sammlungen (Auswahl)
- 4 Gemälde und 5 Arbeiten auf Papier als Teil der Sammlung Domnick[6]
- Diverse Gemälde und Arbeiten auf Papier als Teil der Sammlung Bunte, initiiert von Hermann-Josef Bunte[7]
- Teil der Mercedes-Benz Art Collection[8]
- Teil der Sammlung Würth[9]
- Teil der Sammlung der UNESCO[10]

## Einzelausstellungen (Auswahl)
- 1931: Max Ackermann, Kunstverein Ulm; auch: Kunstverein Heilbronn
- 1946: Max Ackermann, Malerinnenhaus, Stuttgart
- 1947: Adolf Hölzel und Max Ackermann, Kunst- und Museumsverein Wuppertal
- 1948: Max Ackermann, Galerie Egon Günther, Mannheim
- 1950: Max Ackermann, Galerie Egon Günther, Mannheim
- 1952: Max Ackermann, Kunstverein Freiburg
- 1956: Max Ackermann, Staatsgalerie Stuttgart (mit Katalog)
- 1963: Max Ackermann, Ölbilder und Pastelle, Württembergischer Kunstverein, Stuttgart
- 1967: Gemälde von 1908 bis 1967, Mittelrhein-Museum, Koblenz
- 1969: Arbeiten der letzten drei Jahre, Galerie Christoph Dürr (Stuck-Villa)
- 1973: Max Ackermann Aspekte des abstrakten Werkes 1919 bis 1973. Württembergischer Kunstverein, Stuttgart[11]
- 1987: Zum 100. Geburtstag, Galerie der Stadt Stuttgart
- 1990: Max Ackermann. Klang der Farbe – Spiel der Form, Galerie Neher, Essen
- 1995: Bilder aus siebzig Jahren, Galerie Bayer, Bietigheim-Bissingen
- 1998: Ölbilder, Pastelle, Zeichnungen, Galerie Thomas, München
- 2003: Ölbilder und Pastelle der 50er, 60er und 70er Jahre, Galerie Geiger, Konstanz
- 2004: Die Suche nach dem Ganzen, Zeppelin Museum, Friedrichshafen
- 2011/12: Neue Sachlichkeit in Dresden. Malerei der Zwanziger Jahre von Dix bis Querner, Kunsthalle im Lipsius-Bau, Dresden
- 2013: Max Ackermann: Die nie gezeigten Bilder 1905–1975, Kunsthaus Apolda, Apolda
- 2017/18: Max Ackermann: Der Motivsucher. Zeppelin Museum, Friedrichshafen[12]
- 2021: Max Ackermann. Fritz und Hildegard Ruoff Stiftung, Nürtingen
- 2021/22: Max Ackermann – Retrospektive, Die Galerie, Frankfurt/Main[13]
- 2022: Max Ackermann und das Informel, Bode Galerie & Edition, Nürnberg[14]

## Gruppenausstellungen (Auswahl)
- 1947: Eröffnungsausstellung – Werke von Max Ackermann, Willi Baumeister, Rudolf Baerwind, Kunz, Otto Ritschl und traditionelle afrikanische Skulpturen im Haus für moderne Kunst und Raumgestaltung, Egon Günther, Mannheim
- 1948: Deutsche Abstrakte Malerei (Ackermann, Baumeister, Nay, Ritschl), Galerie Egon Günther, Mannheim
- 1949: Eine Schau erlesener Skulpturen und Masken Afrikas und der Südsee verbunden mit einer Ausstellung unter anderem Werke von Ackermann Baumeister Bullinger Geitlinger Herkenrath Ritschl Scharpf Schulze, Galerie Egon Günther, Mannheim
- 1998: Stunde Null – Deutsche Kunst der späten vierziger Jahre, Staatsgalerie Stuttgart
- 2001: Die Inszenierung der Natur (Sammlung Würth), Kunsthalle Darmstadt
- 2005: Angekommen – die Sammlung im eigenen Haus, Kunstmuseum Stuttgart
- 2011: Städtisches Museum, Engen
- 2014: Ackermann bis Zabotin,  Städtische Galerie Karlsruhe
- 2023:  Säulen der Moderne, Galerie & Edition Bode, Nürnberg
- 2024: Max Ackermann und Otto Dix – Die Hört als Refugium, Galerie & Edition Bode, Nürnberg
- 2024: 40 Jahre Bode Galerie, Bode Galerie & Edition, Nürnberg